# Dhrupad
El dhrupad (abreviatura popular de dhruvapāda): "dhruva" significa fix, permanent com l'estrella polar "dhruv star" en anglès, i "pada", text poètic. L'estil clàssic, dhrupad, es va desenvolupar sota l'impuls de Râjâ Mân Singh (1486-1525) a Gwalior. Va ser perfeccionat per músics famosos com Haridasa Swami i el seu famós deixeble Tansen a la cort de l'emperador Akbar. És aquest estil el que s'ha perpetuat fins als nostres dies, entre altres coses gràcies a la tradició dagarvani, que s'ha desenvolupat al llarg de vint generacions.

## Història i característiques
L'antiga forma de composició anomenada Prabandha, descrita en totes les obres clàssiques sobre música índia, constava de quatre parts: Udgrâha (preludi), Melâpaka (assemblatge de gamma), Dhruva (forma fixa) i Âbhoga (final). El poeta Jayadeva va compondre la seva Gita Govinda al segle XII a Prabandhas que inclou només els Dhruva i els Abhoga. Les dues primeres parts van quedar sense paraules.
Segons l'historiador Abu-l-Fadl Al·lamí (segle xvi): “La base del Dhrupad és un poema rítmic de quatre versos per al qual no hi ha regles sobre la prosòdia o el nombre de síl·labes. El tema dels poemes és l'embriaguesa de l'amor i els seus meravellosos efectes sobre el cor humà. Al centre de l'Índia aquestes cançons es diuen Chind i són principalment himnes. Al sud de l'Índia (Telugu i Tamil Nadu) es diuen Dhruva i el seu tema és l'amor". (Ain i Akbari, vol. III, pàg.251).
El dhrupad és el més clàssic dels estils de cant indi, ha mantingut la seva identitat al llarg dels segles en seguir adherint-se a la gramàtica de l'estil i es manté com a cançó contemporània gràcies a la part dominant de la improvisació lliure durant el recital. La primera part del Dhrupad és un âlâp sense ritme fix i sense paraules. El cantant utilitza síl·labes convencionals sense sentit per sostenir la veu. La segona part del Dhrupad és el poema, cantat en una forma rítmica marcada pel tambor horitzontal, pakhawaj, en un ritme lent al principi i després accelerat gradualment. El poema cantat de vegades es divideix en quatre parts anomenades Sthâyî, Antara, Samcharî i Âbhoga i que se centren en diferents parts de l'escala del mode, l'Sthâyî al primer tetracord i l'octava inferior, l'Antara al segon tetracord i el octava superior, el Samcharî circulant per les tres octaves. L'Abhoga és una final. El cantant i el percussionista fan cadascun les seves variacions i improvisacions i després es troben al primer temps del compàs. El clàssic dhrupad està experimentant un gran renaixement a l'Índia ia l'estranger. Els enregistraments estan disponibles a les principals discogràfiques, inclosa la UNESCO.
El partāl és una variant específica de la música sikh.

## Principals representants
- Abdul Rashid Khan, nascut el 1908
- Família Dagar
- Zia Mohiuddin Dagar
- Ashish Sankrityayan[1]
- Uday Bhawalkar
- Pelva Naik[2]